# Тер Хорст, Карел
Карел тер Хорст (нидерл. Karel ter Horst; 5 октября 1918, Амстердам — 7 октября 2003, Лунерслот, Утрехт) — нидерландский футболист, впоследствии футбольный тренер. Играл на позициях нападающего и полузащитника за амстердамские команды АФК и «Аякс». После завершении игровой карьеры возглавлял команды УВВ и НЕК.

## Биография
Родился в октябре 1918 года в Амстердаме. Отец — Геррит Рюдолф тер Хорст, мать — Нелтье Теодора Йосина Крамер. Оба родителя были родом из Амстердама, они поженились в январе 1917 года — на момент женитьбы отец был портным. В их семье было ещё трое детей: сыновья Геррит Рюдолф и Корнелис Теодорюс, дочь Китти.
Его отец занимался конькобежным спортом.

### Игровая карьера
Начинал футбольную карьеру в клубе АФК, где также играли его братья. В возрасте 19 лет отправился на просмотр в амстердамский «Аякс», в котором вскоре дебютировал за основную команду. Это произошло 14 ноября 1937 года, в матче 9-го тура чемпионата против клуба ДВС. В сезоне 1937/38 он сыграл ещё в одном матче.
За четыре сезона в «Аяксе» провёл в чемпионате 17 матчей и отметился двумя голами. В 1942 году вернулся обратно в АФК. В сезоне 1945/46 его команда стала победителем второго класса Нидерландов. Чемпионский титул достался АФК после победы в дополнительном матче над клубом КФК. В решающем матче, состоявшемся 8 июня 1946 года на Олимпийском стадионе, амстердамцы одержали победу со счётом 4:2. В составе «красных» голами отметились Хенк Гелюк, Дик Дисселкун и автор дубля Хенк Сонневелт. Став чемпионами, футболисты АФК спустя 25 лет получили возможность вернуться в первый класс Нидерландов. В матчах за путёвку в элитный дивизион «красные» выиграли только одну игру, сыграли одну ничью, дважды проиграли, и заняли в итоге только третье место.
В январе 1947 года было объявлено о возвращении тер Хорста в «Аякс», однако на этот раз пробыл в клубе не долго. В сезоне 1947/48 он отыграл за «Аякс» восемь матчей и забил один гол. В последний раз за красно-белых он сыграл 7 марта 1948 года. После, вернулся в АФК, где и играл вместе с братьями до завершения карьеры.

### Тренерская карьера
В ноябре 1957 года был назначен главным тренером клуба НЕК из Неймегена. Под его руководством команда провела во втором дивизионе 10 игр, выиграв 5, сведя вничью 2 и проиграв 3. Из Кубка Нидерландов НЕК вылетел на ранней стадии турнира, проиграв 26 декабря любительскому клубу ДИО’30 из Дрютена. В апреле 1958 года покинул тренерский пост; новым тренером команды временно стал Фонс Лодестейн, уже руководивший командой в 1930-е годы.

### Личная жизнь
Женился в возрасте двадцати четырёх лет — его супругой стала 23-летняя Леонарда Йоханна Вилхелмина Рейсдам, уроженка Амстердама. Их брак был зарегистрирован 28 октября 1942 года в Амстердаме. В браке родилось трое детей: сын Деннис, дочери Присцилла и Патриция.
Умер 7 октября 2003 года в Лунерслоте в возрасте 85 лет. Церемония кремации состоялась 14 октября в крематории кладбища Де Ньиве Остер в Амстердаме.